# Ahmed Yamani
Ahmed Zaki Yamani (em árabe: أحمد زكي يماني‎) (Meca, 30 de junho de 1930 – Londres, 23 de fevereiro de 2021) foi um político da Arábia Saudita que ocupou o cargo de ministro do Petróleo e de Recursos Minerais de seu país entre 1962 e 1986. Ele foi ainda ministro da OPEP durante 25 anos.

## Morte
Yamani morreu em 23 de fevereiro de 2021, aos 90 anos de idade, em Londres.